# Markus Felber
Markus Felber (* 29. Januar 1951 in Luzern; heimatberechtigt ebenda) ist ein Schweizer Jurist und Journalist. Von 1994 bis 2013 war er Korrespondent der Neuen Zürcher Zeitung am Bundesgericht.

## Leben
Nach der altsprachlichen Matura mit Latein (sog. Typus B) und einer eidgenössischen Zusatzmatura in Hebräisch studierte Felber einige Semester Theologie. Seine journalistische Laufbahn begann er danach in der Auslandredaktion des luzernischen Vaterlandes. Berufsbegleitend absolvierte er an der Universität Zürich ein Studium der Rechtswissenschaft, das er 1980 mit dem Lizentiat abschloss.
Im folgenden Jahr begann er als freier Journalist hauptberuflich aus dem Bundesgericht, dem Eidgenössischen Versicherungsgericht und dem Europäischen Gerichtshof für Menschenrechte (EGMR) für diverse Zeitungen, die zuvor vom nun exklusiv für die NZZ schreibenden Roberto Bernhard bedient worden waren, zu berichten. Zeitweise gehörten auch die Schweizerische Depeschenagentur (SDA) und das Schweizer Radio DRS zu seinen Auftraggebern.
Als 1994 Bernhard altershalber zurücktrat, übernahm Felber seinen Posten bei der NZZ, für die er schon vorher als Stellvertreter Bernhards sowie als Berichterstatter am Europäischen Gerichtshof und am Eidgenössischen Versicherungsgericht tätig gewesen war. Seitdem berichtete er als vierter NZZ-Bundesgerichtskorrespondent nach Albert Wespi, Etienne Piaget und Roberto Bernhard unter dem Kürzel fel. aus dem Palais auf Mon Repos.
Seine Berichte zeichneten sich dadurch aus, dass sie für den durchschnittlichen Zeitungsleser verständlich, aber auch für Juristen informativ waren. So erschienen sie neben der NZZ auch in der juristischen Datenbank Swisslex sowie bis Ende 2007 in der Fachzeitschrift Jusletter. Der Zürcher Emeritus Heribert Rausch illustrierte sein Skriptum zum öffentlichen Prozessrecht mit zahlreichen Artikeln Felbers.
Daneben bearbeitete Markus Felber auch für die Schweizerische Juristen-Zeitung (SJZ) die aktuelle bundesgerichtliche Rechtsprechung. Zeitweise war er Bundesgerichtskorrespondent für Die Zeitschrift für Sozialhilfe.
Ende Juni 2013 wurde Markus Felber bei der NZZ, nach eigener Aussage «unverhofft», frühpensioniert. Von 2013 bis 2018 schrieb er für die NZZ am Sonntag wöchentlich eine Kolumne über das Bundesgericht und allgemein über Rechtsprechung und das Justizwesen in der Schweiz. Seit Januar 2018 gehört er zusammen mit Brigitte Hürlimann, Sina Bühler, Yvonne Kunz und Dominique Strebel zum Autorenteam der wöchentlich erscheinenden Kolumne «Am Gericht» des Online-Magazins Republik. Felber schreibt über das Bundesgericht in Lausanne und das Bundesstrafgericht in Bellinzona.
Ende 2015 gründete Felber mit der Juristin Mascha Santschi Kallay das Unternehmen Santschi&Felber JustizKommunikation GmbH.
Felber wohnt in Mauensee.

## Rolle als Bundesgerichtskorrespondent

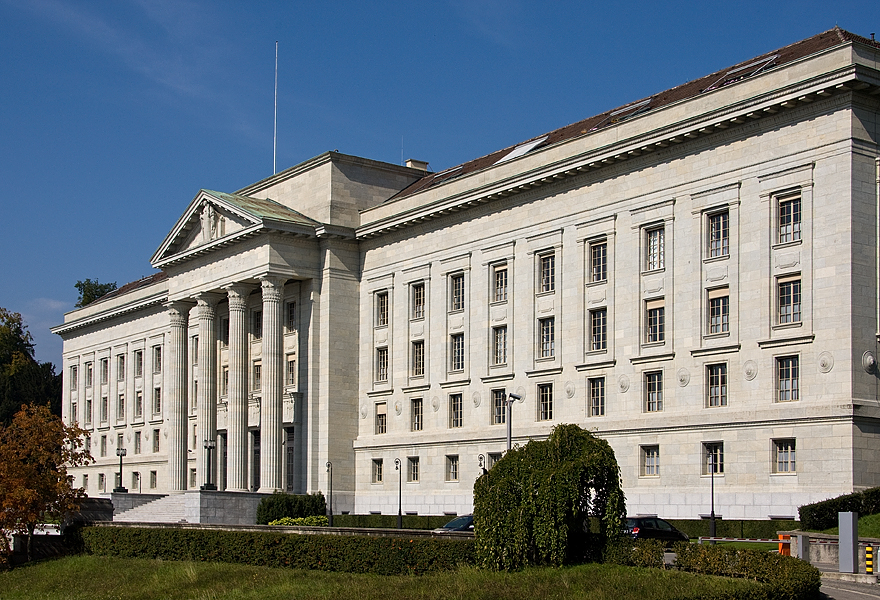
Felbers Arbeitsort, das Bundesgerichtsgebäude im Lausanner Stadtpark Mon Repos

Während der Zeit Felbers hat sich die Funktion des Bundesgerichtskorrespondenten stark gewandelt. Da früher bis zur Publikation der Leitentscheide in der amtlichen Sammlung bis zu anderthalb Jahren vergehen konnten, war die NZZ während dieser Zeit die einzige Quelle für die jeweiligen Urteile, und entsprechend ausführlich und detailliert musste die Berichterstattung sein. Seit 2000 werden jedoch die meisten, seit 2007 alle schriftlichen Urteilsbegründungen online auf der Website des Bundesgerichtes zur Verfügung gestellt. Statt der umfassenden Übermittlung der wichtigsten Urteile steht heute somit die knappe Darstellung möglichst vieler wichtiger Entscheide, deren Begründung im Wortlaut der Leser sich bei Bedarf umgehend selber beschaffen kann, im Vordergrund.
Vor allem aber sah sich Felber als «Watchdog» des höchsten schweizerischen Gerichtes. Mehr als auf die materielle Rechtsprechung richtete sich seine Kritik dabei auf das Zustandekommen dieser. In den Neunzigerjahren hat er etwa vehement die bis 1995 dauernde Praxis zweier Abteilungen des Bundesgerichts, Entscheide über Rechtsfragen von grundsätzlicher Bedeutung in Abweichung von Art. 15 OG in Dreierbesetzung zu fällen, als rechtswidrig kritisiert. Mit dieser Kritik zog sich Felber den Zorn einiger Bundesrichter auf sich. Nach einem Artikel in der Basler Zeitung mit dem Titel «Wer Recht spricht, sollte nicht Recht brechen» wurde ihm gar mit dem Entzug der Akkreditierung gedroht.
Wiederholt hat sich Felber gegen das Zurückdrängen der schweizerischen Eigenheit der öffentlichen Urteilsberatung (Art. 58 f. BGG) gewandt.
Ebenfalls kritisiert wurde das Bundesgericht von Felber für den Umfang der Anonymisierung von Urteilen. So wurde etwa der Name der bekannten Moderatorin Gabriela Amgarten im Urteil zum Risiko-Betrugsfall zu «Präsentatorin A.» anonymisiert. Weitere Beispiele sind die Abdeckung des Getränkenamens «Kombucha» des Herstellers «Carpe Diem» oder gar die Anonymisierungen der Namen einer Kuh und eines Stieres. Im Jahre 2003 eskalierte die Abneigung von Bundesrichter Martin Schubarth gegen Felber in der sogenannten „Spuckaffäre“, in deren Folge sich der Bundesrichter zum Rücktritt gezwungen sah.  Peter Zihlmann verwendete diesen Vorfall als Plot seines Justizromans „Der Richter und das Mädchen“.
Aus der neueren Zeit sind die Kritik an der potentiell gegen den Grundsatz des verfassungsmässigen Richters verstossende präsidiale Besetzung der Richterbank (statt eines elektronischen Fallzuteilungssystems) sowie ein Hinweis auf die Problematik des Einzelrichterverfahrens, das eigentlich auf offensichtlich unzulässige Beschwerden begrenzt ist (Art. 108 BGG), zu erwähnen.

## Veröffentlichungen
- Politische Karikaturen aus dem Jahr 1980, Kägiswil 1981, xerografische Reproduktionen